# Parada Vieja
Parada Vieja es una montaña de la provincia de Burgos ubicada en los alrededores de Miranda de Ebro (España). Pertenece al sistema montañoso de los Montes Obarenes y tiene una altitud de 867 m s. n. m.